# Mauretania Tingitana

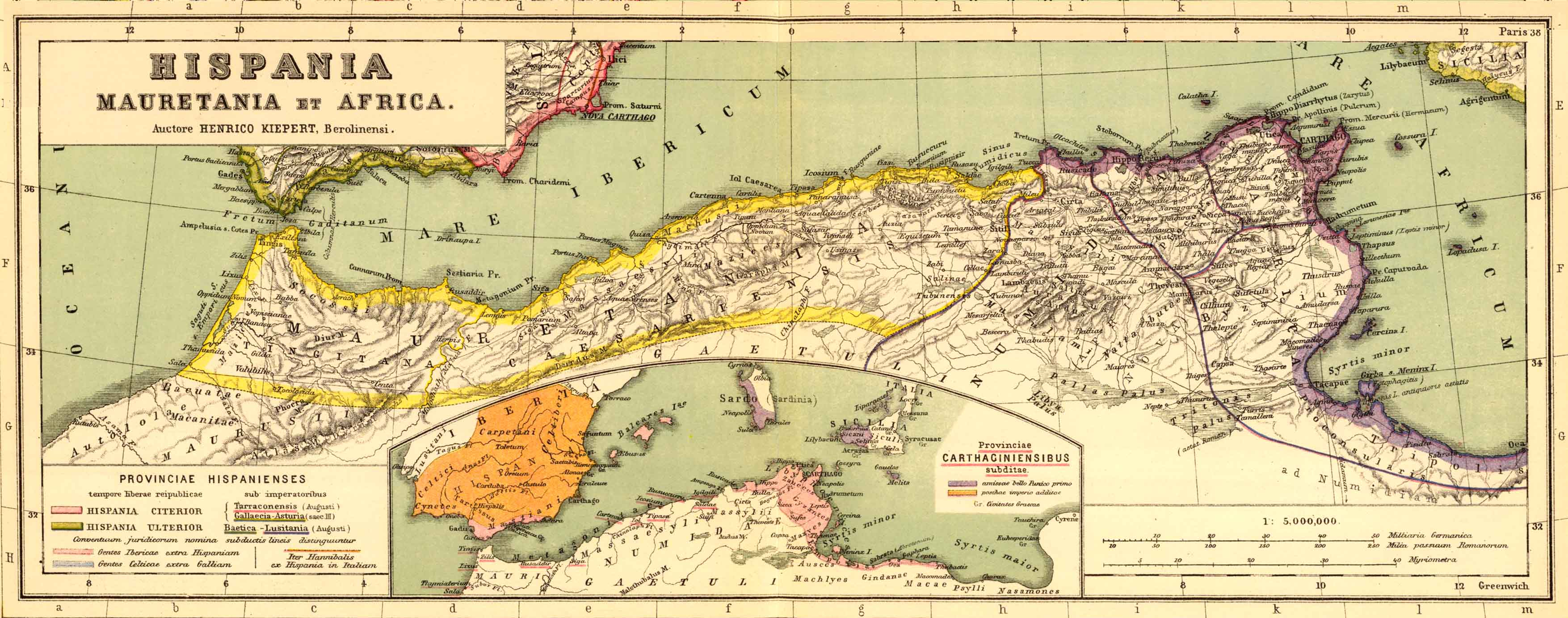
Situering van Mauretania Tingitana in Romeins Africa.

Mauretania Tingitana was een Romeinse provincie die ontstond in 44 AD. Het gebied was voordien het westelijk deel van het oude koninkrijk Mauretania geweest, dat ongeveer het noorden van het tegenwoordige Marokko besloeg. De hoofdstad van de provincie werd Tingis (het huidige Tanger), waarnaar de provincie ook genoemd is.

## Romeinse tijd
Het koninkrijk Mauretania was al lange tijd een vazalstaat van de Romeinen. Nadat koning Ptolemaeus van Mauretania in 40 na Chr. op last van de Romeinse keizer Caligula werd geëxecuteerd, kwam Mauretania in opstand tegen de Romeinen. Na vier jaar slaagde keizer Claudius (Caligula's opvolger) erin de opstand neer te slaan. Hij lijfde Mauretania in bij het Romeinse rijk en verdeelde het gebied in twee provinciae, met als grens de loop van de Mulucharivier (Muluya), ongeveer 60 km ten westen van het huidige Oran. Mauretania Tingitana lag ten westen van de rivier, Mauretania Caesariensis ten oosten ervan.
De voornaamste exportproducten van Tingitana waren purperen kleurstoffen en waardevolle houtsoorten. De autochtone Mauri werden door de Romeinen zeer hoog aangeslagen als soldaten, voornamelijk als lichte cavalerie. Clementius Valerius Marcellinus is gekend als haar gouverneur (preses) van 24 oktober 277 tot 13 april 280. Volgens traditie vond het martelaarschap van Sint Marcellus plaats op 28 juli 298 in Tingis.
Sinds de invoering van de tetrachie werd Mauretania Tingitana ingedeeld in het Diocees Hispania een onderdeel van de Prefectuur Gallia (zie Lijst van Romeinse provincies) tot haar verovering door de Vandalen. Lucilius Constantius is ons bekend als haar bestuurder (preses) in het midden van de late vierde eeuw.

De Notitia Dignitatum vermeldt ook, in de militaire organisatie, de functie van Comes Tingitaniae met een veldleger van twee legioenen, 3 vexillationes en 2 auxilia palatina. Flavius Memorius bekleedde dit ambt op een bepaald ogenblik in het midden van de vierde eeuw. Desalniettemin wordt er in de bronnen geïmpliceerd dat er één militair grensgebied was voor beide Mauretaniae, onder de hoede van een Dux Mauretaniae ("leider van Mauretania") met 7 cohortes en 1 ala.

## Vandaalse verovering
De geschiedenis van de Vandalen tot aan koning Genserik is het een verhaal van een volk op de vlucht. Hun oorsprong ligt in Noord-Europa en ze werden meegevoerd als gevolg van de Grote Volksverhuizing door heel Europa tot ze in de provincia Hispania Baetica belandden (422) onder leiding van hun koning Gunderic, achterna gezeten door de  Visigoten. Met hulp van comes Bonifatius kon Genserik met de resterende (ongeveer 80.000) Vandalen de oversteek maken naar Tanger in 429. De bedoeling van Bonifatius was om de Vandalen naar Mauretania te sturen, maar zodra zij over Straat van Gibraltar waren, wezen ze elke vorm van controle af en marcheerden ze al plunderend oostwaarts, richting Carthago. Na de verovering van Carthago (439) werd dit de hoofdstad van het Vandaalse rijk.

## Byzantijnse herovering
In 533 heroverde de grote Byzantijnse generaal Belisarius de voormalige Diocees Africa op de Vandalen in naam van keizer Justinianus I. Het gehele gebied ten westen van Caesarea hadden de Vandalen reeds verloren aan de Mauri, maar een opnieuw geïnstalleerde Dux Mauretaniae hield een militaire eenheid te Septem (het huidige Ceuta). Dit was de laatste voorpost in Mauretania Tingitana, nu een enclave voor de oostkust ervan verlaten werd. De rust was teruggekeerd in het nu Byzantijnse deel van (V)Andalusia, verenigd onder de naam van de prefectuur Africa. 
Het grootste deel van de Noord-Afrikaanse kust werd later georganiseerd in het civiele exarchaat Carthago, een speciale status met het oog op de nood van verdediging van deze voorpost.

## Islamisering
De kaliefen van de Omajjaden veroverden geheel Noord-Afrika en lijfden het in bij het Arabische rijk. In de loop der tijd ruilde het merendeel van de bevolking het christendom in voor het geloof van de nieuwkomers, de islam en beide Mauretaniae werden herenigd in de provincie al-Maghrib (Arabisch voor het westen, nog steeds de officiële naam van het koninkrijk Marokko), die ook de helft van het huidige Algerije omvatte. De Latijnse taal onderging hetzelfde lot en werd ingeruild voor het Arabisch
Romeinse archeologische vindplaatsen zijn onder andere Lixus, Volubilis, een administratief centrum en de locatie van wat het paleis van Gordianus III genoemd wordt, en dat van Iulia Constantia Zilil.